# لس آنجلس دیلی نیوز
اخبار روزانه لس آنجلس (انگلیسی: Los Angeles Daily News) دومین روزنامه پرتیراژ روزانه پولی لس آنجلس، در کالیفرنیا است.